# Paolo Polzot
Paolo Polzot (Udine, 6 aprile 1948) è un ex cestista italiano.

## Carriera
Ha giocato in Serie A vestendo la maglia della Libertas BIELLA, Pallacanestro Varese, della Rondine Brescia e della Pallacanestro Milano 1958, Fortitudo Bologna.

## Palmarès
- Campionato italiano: 3

Pall. Varese: 1970-71, 1972-73, 1973-74
- Coppa dei Campioni: 1

Pall. Varese: 1972-73
- Coppa Italia: 2

Pall. Varese: 1970-71, 1973
- Coppa Intercontinentale: 2

Pall. Varese: 1970, 1973